# Germaria vicina
Germaria vicina là một loài ruồi trong họ Tachinidae.